# تپی ایساکا
تپی ایساکا (انگلیسی: Teppei Isaka؛ زادهٔ ۲۳ اکتبر ۱۹۷۴) بازیکن فوتبال اهل ژاپن است.
از باشگاه‌هایی که در آن بازی کرده‌است می‌توان به باشگاه فوتبال جف یونایتد ایچیهارا چیبا اشاره کرد.